# Annikvere
Annikvere es una localidad situada en el municipio de Põltsamaa, en el condado de Jõgeva, Estonia. Según el censo de 2021, tiene una población de 79 habitantes.
Está ubicada al norte del lago Võrtsjärv y de la carretera Tallin-Tartu (en estonio: Tallin-Tartu maantee).